# Baron Raymond

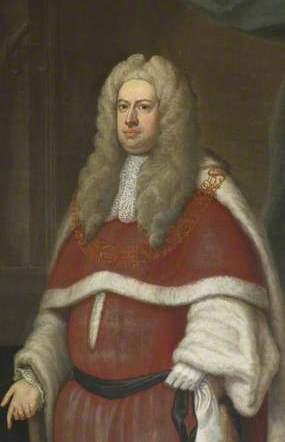
Robert Raymond, 1. Baron Raymond

Baron Raymond, of Abbots Langley in the County of Hertford, ist ein erblicher britischer Adelstitel in der Peerage of Great Britain.
Der Titel wurde am 15. Januar 1731 für Sir Robert Raymond geschaffen. Dieser war ehemaliger Unterhausabgeordneter und seit 1725 Chief Justice of the Kings Bench. Der Titel erlosch beim Tod von dessen Sohn, dem 2. Baron, am 19. September 1756.

## Liste der Barons Raymond (1731)
- Robert Raymond, 1. Baron Raymond (1673–1733)
- Robert Raymond, 2. Baron Raymond (um 1717–1756)